# 五藤存知
五藤 存知（1888年1月23日—1942年10月12日），大日本帝國海軍軍人。太平洋战争期间战死，追晋海軍中將。茨城縣出身人物。

## 經歷
尾張国黒田出身，戰國时代武將五藤為浄 (通称吉兵衛) 的后代。其父五藤近知之第三子。
五藤存知是海軍兵学校38期毕业，同期同學知名者有栗田健男、三川軍一。五藤存知曾入海軍水雷学校高等科，专业是鱼雷战术专家。历任驅逐艦舰长、驱逐舰队司令等职。戰爭前曾任职重巡洋艦「愛宕」、「鳥海」與战列舰「山城」、「陸奥」的艦長。1939年11月晋升海軍少将，并就任第2水雷戦隊司令官。
太平洋戰爭開戰前已就任「第6戦隊」司令官，開戰後率领第6战队先后參加进攻威克岛作战（作为増援部队）和珊瑚海海战（属MO攻略部隊）。
1942年8月美军在所罗门群岛的瓜达尔卡纳尔岛登陆，五藤指挥第六战队四艘重巡洋舰“青叶”“古鹰”“加古”“衣笠”前往支援驻拉包尔的第八舰队，由第八舰队司令长官三川军一中将率领出击瓜达尔卡纳尔岛，在8月8日半夜的第一次所羅門海戰中，击沉盟军的四艘重巡洋舰，但第六战队返航时重巡洋舰“加古”被潜艇击沉。
1942年10月12日夜，五藤以重巡洋艦「青葉」為旗艦帶領另兩艘重巡洋艦“衣笠”“古鷹”和2艘驱逐舰，掩护输送增援的舰队并前去砲轟瓜達爾卡納爾島上的亨德森機場。艦隊遭遇美軍的诺曼·斯科特海军少將率領的，由四艘巡洋艦與五艘驅逐艦組成的第64特混舰队。此即埃斯帕恩斯角海戰。美艦擁有雷達，率先發現日艦并占据了有利的“T”字横头阵位，但五藤还不知情誤認美軍艦隊為友艦，向其發出灯光訊號，後被美艦集中火力射擊。青葉號艦橋被美艦擊中，五藤兩足斷飛，大量出血戰死，时年54歲。古鷹也被擊沈。「馬鹿者、馬鹿者」(不停咬牙切齒骂着巴嘎丫鲁) 是他臨終前的絶命詞。
五藤死後追晉海軍中將。

## 年譜
- 1910年7月：海軍兵學校38期畢業
- 1931年11月2日：第27駆逐隊司令
- 1932年12月1日：第5駆逐隊司令
- 1934年11月15日：第10駆逐隊司令
- 1935年11月15日：轻巡洋艦「那珂」艦長
- 1936年12月1日：重巡洋艦「愛宕」艦長
- 1937年7月12日：重巡洋艦「鳥海」艦長
- 1938年11月15日：戦艦陸奥艦長
- 1939年9月15日：戦艦山城艦長
  - 11月15日：任 海軍少将、第2水雷戦隊司令官
- 1941年9月10日：第6戦隊司令官
- 1942年10月12日：於埃斯佩蘭斯角之戰戰死，追晉海軍中將

## 関連項目
- 珊瑚海海战
- 瓜达尔卡纳尔岛战役
- 萨沃岛海战